# Francesco Gangemi
Francesco Gangemi (Reggio Calabria, 28 settembre 1934 – Reggio Calabria, 22 agosto 2018) è stato un politico e giornalista italiano.
Ha ricoperto la carica di sindaco di Reggio Calabria dal 7 luglio 1992 al 31 luglio 1992.
Fu direttore del mensile Il Dibattito. Promotore di una lista civica alle comunali del 1984, riuscì a conquistare due seggi. Si candidò poi nelle file della Democrazia Cristiana nel 1989, ottenne un buon risultato e venne eletto. Assunse la carica di Presidente del comitato di gestione dell'ASL di Reggio Calabria.
Non venne poi riconfermato, ma a seguito alle dimissioni del predecessore Licandro (coinvolto in un'inchiesta giudiziaria per abuso amministrativo, ed arrestato e poi assolto) fu nominato sindaco per tre settimane grazie all'appoggio della Democrazia Cristiana. Il suo mandato cessò per lo scioglimento del Consiglio Comunale avvenuto nel 1992.
Successivamente è stato coinvolto in varie inchieste giudiziarie. Le sentenze emesse a suo carico tra il 2007 e il 2012 sono otto, in genere per diffamazione. In un caso è stato anche condannato per falsa testimonianza. Il 6 ottobre 2013 è stato raggiunto da un ordine di carcerazione emesso dalla Procura generale della Repubblica di Catania. La FNSI si è rivolta al Parlamento e alle cariche istituzionali per ottenere la scarcerazione.